# Donbass
Pour l’article ayant un titre homophone, voir Dombås.
Pour le film, voir Donbass (film).

Les oblasts de Donetsk et de Louhansk au sein de l'Ukraine orientale, qui selon l'acception contemporaine constituent la région du Donbass.

Le Donbass (en ukrainien : Донбас ; en russe : Донба́сс ; mot-valise soviétique formé du toponyme « Donets » (affluent du Don) et du mot « bassin » (russe : бассейн)) est un bassin houiller situé en Ukraine orientale, à l'ouest de la Russie et au nord de la mer d'Azov. C'est une région économique et culturelle importante, disputée depuis le début de la guerre russo-ukrainienne par la Russie et l'Ukraine, qui comprend deux oblasts (provinces) : l'oblast de Donetsk et l'oblast de Louhansk. Il recouvre approximativement la portion de la steppe pontique dont l'appellation traditionnelle était « Méotide », à laquelle le nom de « Donbass » a été complètement substitué depuis l'époque soviétique. La ville de Donetsk est considérée comme la capitale officieuse du Donbass, s’agissant de sa métropole et, ayant la position la plus centrale parmi ses grandes agglomérations.
Il y a de nombreuses délimitations géographiques de ce bassin, aucune n'étant officielle. Depuis l'indépendance de l'Ukraine, la plus courante est celle qui le confond avec la réunion des oblasts ukrainiens de Donetsk et de Louhansk, quoique les veines de charbon historiques n'en recouvrent qu'une partie, tout en débordant à l’ouest sur l'oblast ukrainien de Dnipropetrovsk et à l’est sur la Russie méridionale. L’eurorégion de même nom rassemblait les oblasts de Donetsk et Louhansk en Ukraine, et l’oblast de Rostov en Russie.
Depuis le renversement du président ukrainien prorusse Viktor Ianoukovytch en février 2014, le Donbass est l'enjeu d'un conflit armé entre, d'une part les séparatistes prorusses qui ne reconnaissent pas la légitimité de Kiev, qu'ils considèrent comme fasciste et « nazi » ; secondés depuis 2022 par les armées russes et, d'autre part le gouvernement ukrainien. C'est le plus important des conflits post-soviétiques. Deux entités sans reconnaissance internationale sont proclamées par les séparatistes : la république populaire de Donetsk et la république populaire de Lougansk (exonyme de Louhansk). Les sécessionnistes contrôlent de fait une grande partie du Donbass ukrainien, avec l'aide informelle de la Russie. Le protocole signé à Minsk le 11 février 2015 par les représentants de l'Ukraine, de la Russie, des deux républiques séparatistes et de l'Organisation pour la sécurité et la coopération en Europe (OSCE), sous l'égide des dirigeants allemand et français, Angela Merkel et François Hollande, a eu pour but de mettre fin au conflit armé dans le cadre d’un plan en treize points prévoyant d'en faire des régions autonomes de l'Ukraine, à l'instar de la Crimée. Mais les sécessionnistes refusent d'admettre la souveraineté ukrainienne et huit ans plus tard, le 21 février 2022, la Russie reconnaît officiellement les républiques séparatistes de Donetsk et de Lougansk. Trois jours plus tard, la Russie déclenche une invasion générale de l'Ukraine et six mois plus tard annexe le Donbass et le sud de l'Ukraine le 30 septembre 2022, après quatre référendums non reconnus par la communauté internationale, réalisés quelques jours plus tôt dans chacune des quatre régions concernées : Kherson, Zaporijjia, Donetsk et Louhansk.

## Histoire et témoignages

### De l'époque des Tatars à la révolution industrielle

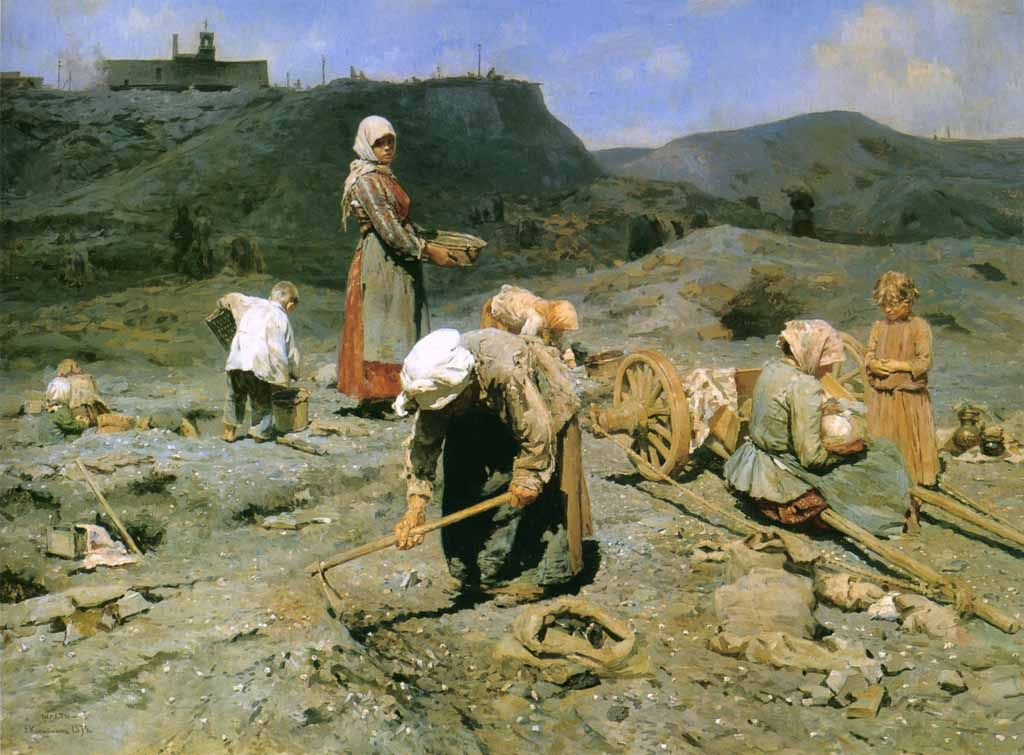
Pauvres récoltant le charbon par Nikolaï Kassatkine (Donbass, 1894).

Avant l'arrivée des Cosaques du Don, au cours de la seconde moitié du XVIIe siècle, la région aujourd’hui appelée Donbass : la Méotide (en ukrainien : Меотида (Meotida) et en russe : Майетида) appartenait au Khanat de Crimée et avait un peuplement épars de Tatars de Crimée, de Nogaïs, de Circassiens et de leurs serfs slaves, agriculteurs. À partir de la seconde moitié du XVIIe siècle le contrôle de la région était partagé entre un hetmanat cosaque et le khanat de Crimée vassal de l'Empire ottoman, jusqu'à la conquête russe, dans les années 1770. Sous l'Empire russe, la Méotide formait la frontière historique entre la Zaporoguie et les terres colonisées par les Cosaques du Don, libérateurs des agriculteurs slaves jusque-là asservis.

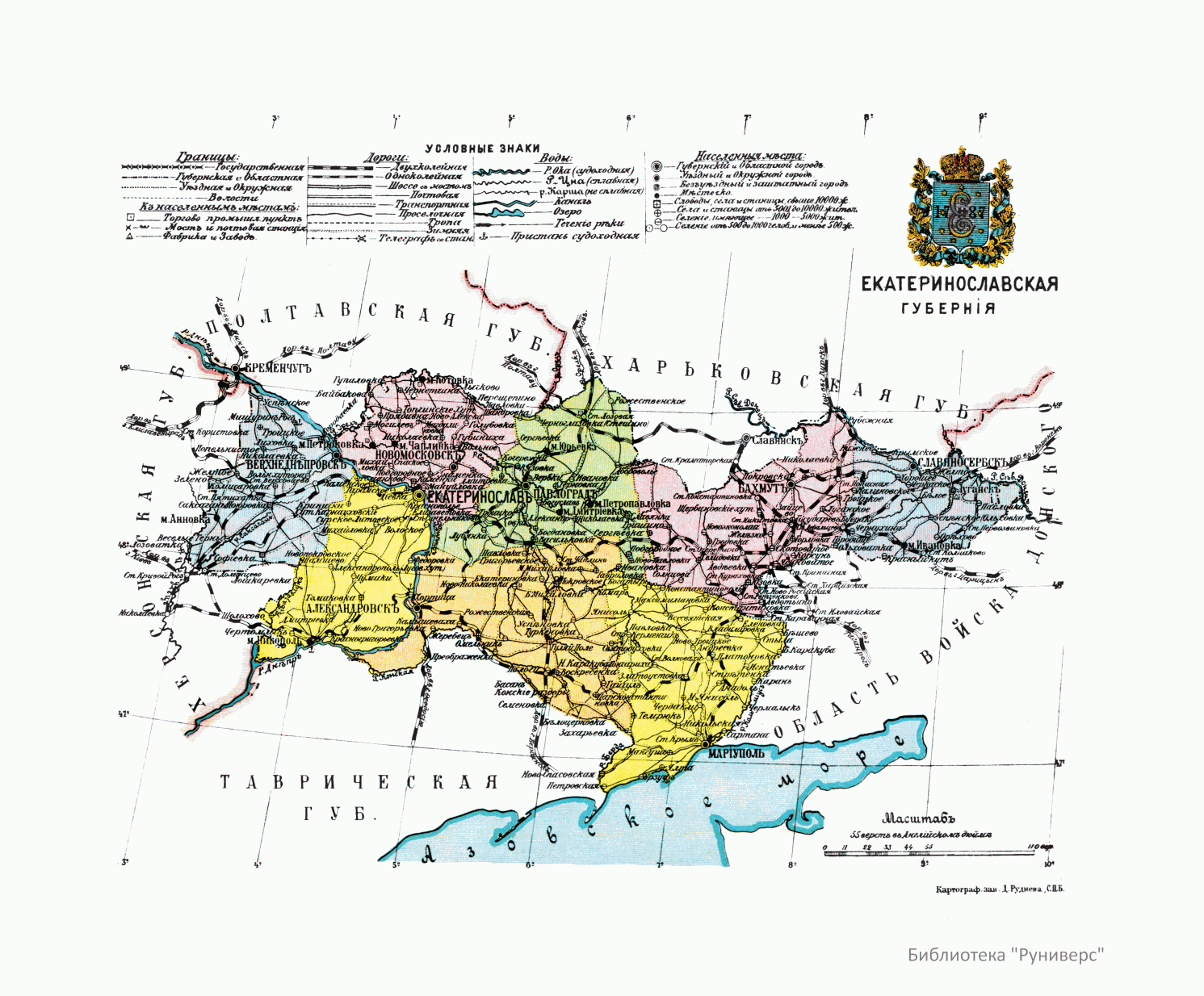
Carte du Gouvernorat d'Ekaterinoslav.

Sloviansk, la première ville de cette région, fut bâtie en 1676 pour permettre l'exploitation des mines de sel gemme. Lors de la révolution industrielle, dans les années 1870, on commença à exploiter les vastes ressources en houille de la région, découvertes dès 1721. C'est alors que le toponyme de Donbass est apparu, quoique la région dépendît administrativement des ouïezd de Bakhmout, de Slovianserbsk et de Marioupol, au sein du gouvernement de Iekaterinoslav. La prospérité de l’industrie houillère conduisit à une explosion démographique dans la région, notamment par l'arrivée de colons russes.
En 1862, le recensement de la Méotide répartissait la population de 1 800 000 habitants ainsi : Ukrainiens 68,2 %, Russes 16,1 %, Juifs (statut administratif) 4,7 %, Allemands 3,8 %, Grecs 2,3 %, Moldaves 0,9 %, Tatars 0,8 % et Bulgares 0,8 %.
Donetsk, qui est au 21e siècle la métropole de la région, est fondée en 1869 par l'industriel gallois John James Hughes. Le Donbass est dès lors un important bassin houiller et s'impose comme un des bastions de l'industrie lourde, sur le site de la vieille ville zaporogue d’Oleksandrivka. Hughes y établit un laminoir et met en exploitation les premiers charbonnages de la région. La ville prend d'abord le nom de Youzovka. Sa prospérité provoque un exode rural massif entraînant les gouvernements de l'Empire russe périphériques et l'exploitation de la mine de sel de Soledar à partir de 1876.
Selon le recensement de l'Empire russe de 1897, les Ukrainiens ethniques représentaient 52,4 % de la population de la région, et les Russes 28,7 %. Les Grecs, les Allemands, les Juifs et les Tatars, alors les principales minorités ethniques du Donbass, comptaient pour 36,7 % de la population dans le district cosmopolite de Marioupol.

### République populaire ukrainienne 20 novembre 1917 - 29 avril 1918 (UNR)

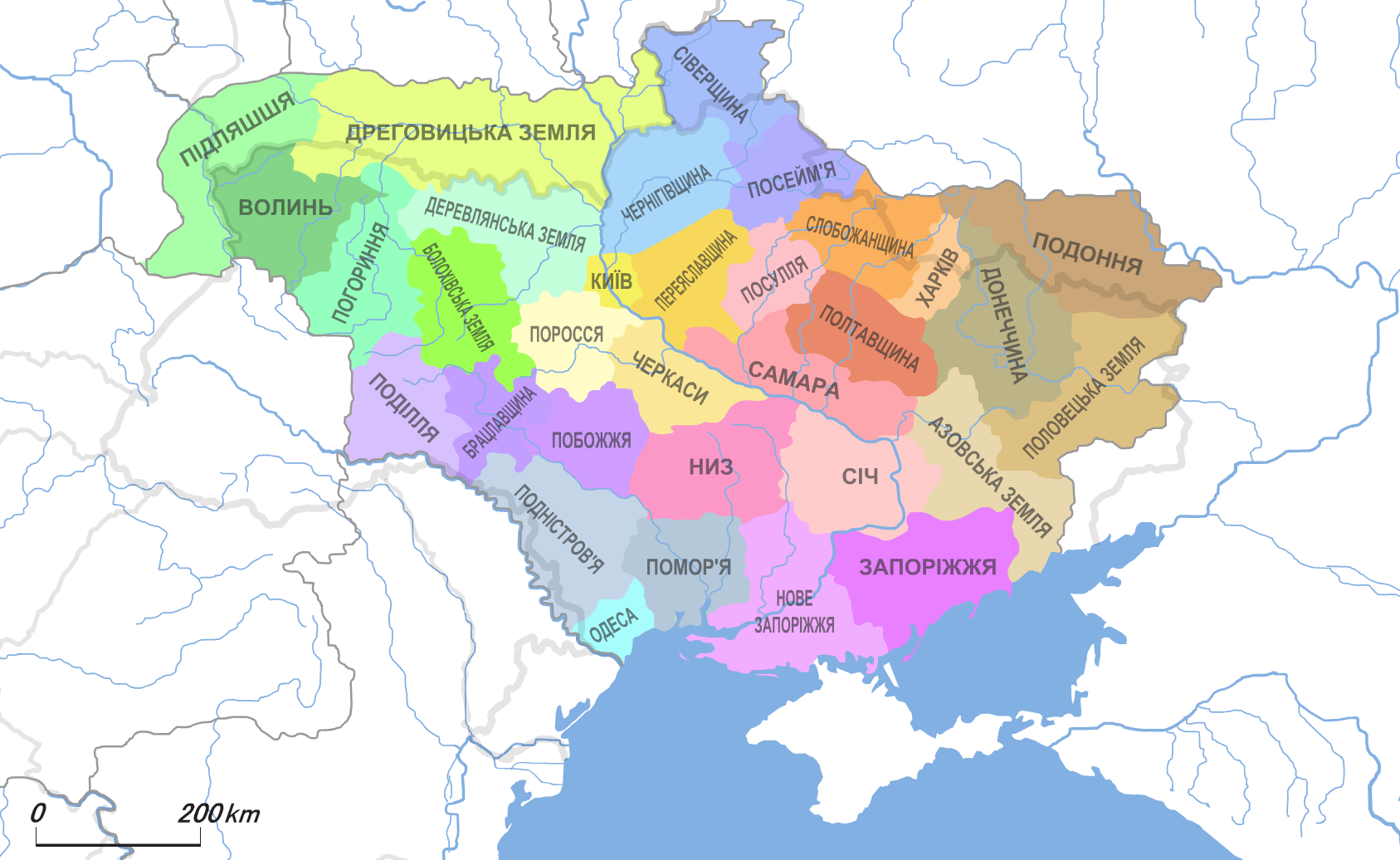
Carte administrative de la République populaire ukrainienne.
Podonnie
Terre polovtsienne
Région de Donetsk
terre d'Azov

Carte administrative du territoire de la République du Don.
District de la Donets
District de Taganrog (à partir d'8 1918)

Du 6 mars 1918 au 29 avril 1918, le Donbass ukrainien comprend les divisions administratives de la Podonnie (uk) (en ukrainien : Подоння (Podonnya)), centre administratif Ostrogojsk, de la Terre polovtsienne (uk) (en ukrainien : Половецька земля (Polovetsʹka zemlya)), centre administratif Bakhmout, de la Région de Donetsk (uk) (en ukrainien : Донеччина (Donechchyna), centre administratif Sloviansk et la terre d'Azov (uk) (en ukrainien : Азовська земля (Azovsʹka zemlya)), centre administratif Marioupol.
Ces régions administratives ont été créées conformément à la loi de la République populaire ukrainienne « Loi sur la division administrative et territoriale de l'Ukraine (uk) » , adoptée par La Petite Rada (uk) de la Rada centrale ukrainienne.
En 1918, une partie du Donbass, le Donbass donien, se trouve sur le territoire de la République du Don (Cosaques) ; il s'agit du district de la Donets (uk)
Dans le même temps, le 11 février 1918, la République soviétique de Donetsk-Krivoï Rog est proclamée à Kharkov, mais n'est reconnue par aucun État, pas même par la République socialiste fédérative soviétique de Russie. Sa capitale est Kharkov, puis Louhansk. À sa création, la jeune république revendique les territoires méridionaux de la proche République populaire ukrainienne qui incluent Kharkiv, le Donbass, le gouvernement de Iekaterinoslav, une partie du gouvernement de Kherson et une partie de la République du Don. En mars 1918, la république est rattachée à la RSS d'Ukraine qui occupe son territoire, mais conserve son autonomie théorique. En mai 1918, les Empires centraux occupent le territoire de l'Ukraine. Le 17 février 1919, le Soviet de la Défense de la République socialiste fédérative soviétique de Russie annonce officiellement sa liquidation.

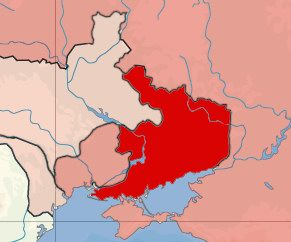
Carte des territoires revendiqués par la République soviétique de Donetsk-Krivoï-Rog

En mars et avril 1918, une partie de l'armée de la République populaire d'Ukraine, composée du 1er régiment d'infanterie de Zaporijjia « Petro Doroshenko » (uk) sous le commandement d'Oleksandr Zagrodskyi (uk), du 3e régiment d'infanterie de Zaporijjia « Bohdan Khmelnytskyi » sous le commandement d'Oleksandr Shapoval (uk), du 3e régiment « Haydamatsky » et de quelques autres unités libérèrent le territoire de l'est et du sud de l'Ukraine des bolcheviks. Sloviansk est libérée le 17 avril et Bakhmout le 18 avril. La délégation ouvrière de Kramatorsk a offert aux soldats ukrainiens du pain et du sel, et leur a remis un drapeau avec l'inscription « Que ce drapeau soit une bénédiction pour les travailleurs dans la lutte pour une Ukraine cathédrale indépendante. Nous sommes avec toi! » (en ukrainien : Нехай цей стяг буде благословенням робітників у боротьбі за незалежну, соборну Україну. Ми з вами!)

### Second Hetmanat 29 avril 1918 - 16 octobre 1918

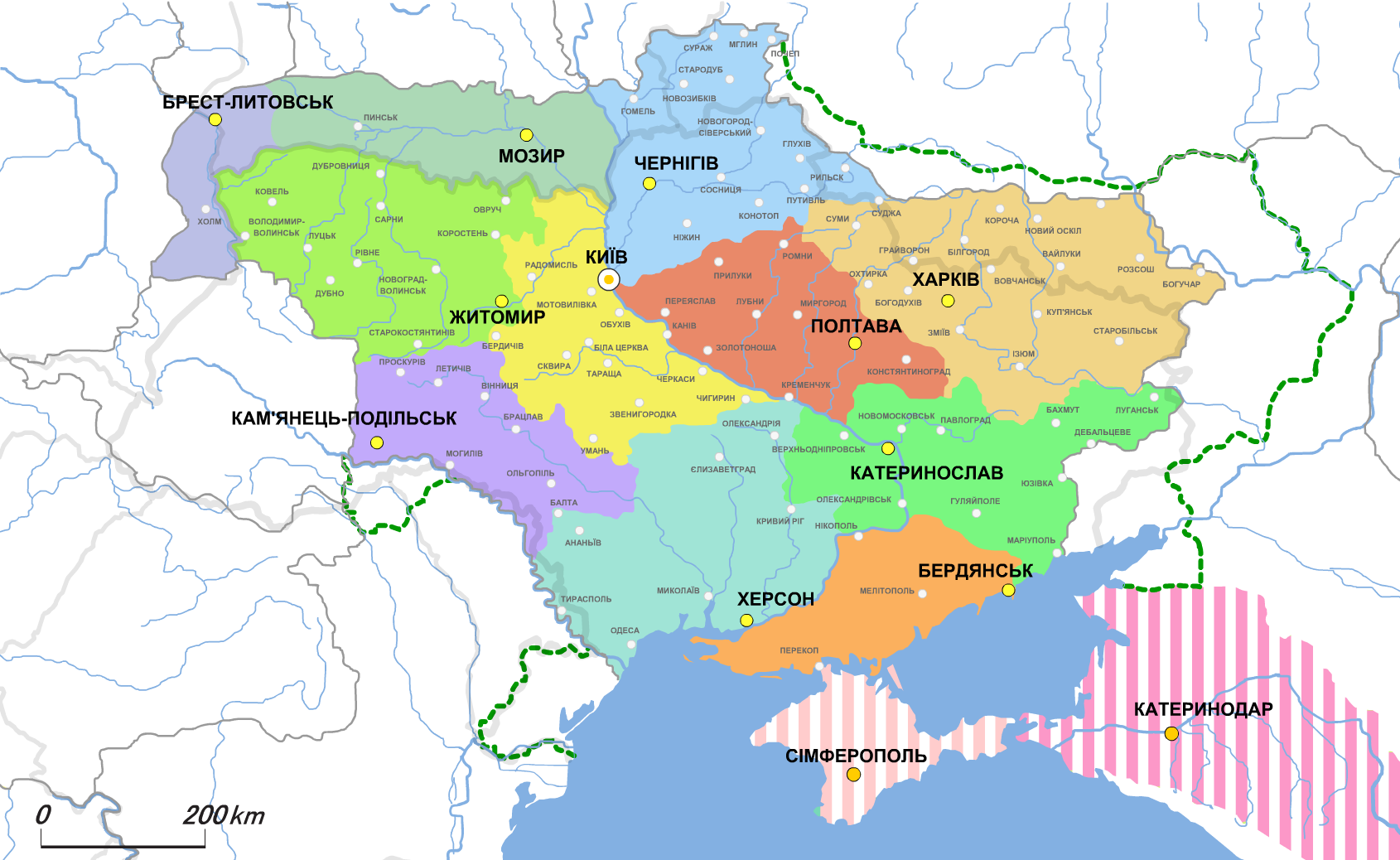
Carte administrative de l'État ukrainien de 5 1918- à 11 1918.
gouvernorat de Kharkov
gouvernorat de Iekaterinoslav

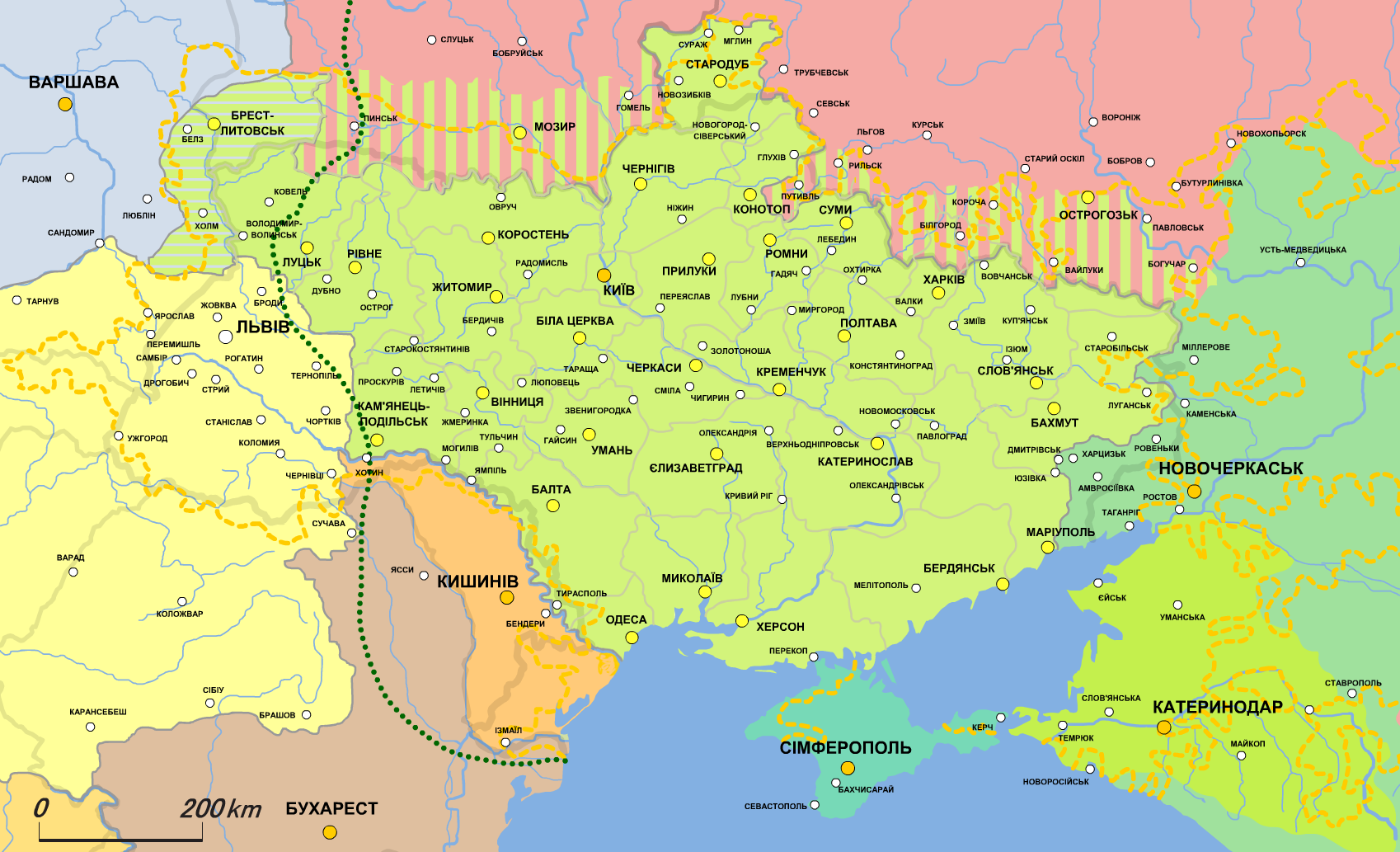
Carte de la République populaire d'Ukraine selon le traité de Brest-Litovsk :
territoire ukrainien selon le traité de Brest-Litovsk)
Gouvernement Cosaque du Don

Les divisions administratives de la République populaire ukrainienne, UNR,  sont annulées par le coup d'État militaire (uk) du général Pavlo Skoropadsky, aidé par les troupes de l'Empire allemand, qui rétablit les divisions administratives tsaristes. 
Le Donbass ukrainien est de nouveau partagé entre les gouvernorat de de Kharkov, chef lieu Kharkov, et le gouvernorat de Iekaterinoslav, chef lieu Iekaterinoslav.
Le Donbass donien se trouve sur le territoire de la République du Don (Cosaques) ; il s'agit du district de la Donets (uk) et du District de Taganrog (ru) cédés par l'Ukraine à l'armée du Don le 7 août 1918 par un traité d'alliances militaire et commerciale
En mai 1918, L'État ukrainien (second Hetmanat), avec l'appui de l'armée allemande atteint Rostov-sur-le-Don, et prend le contrôle de la totalité des Donbass ukrainien et donien.

### Fin 1918 - début 1920, République du Don, puis Russie Blanche
.

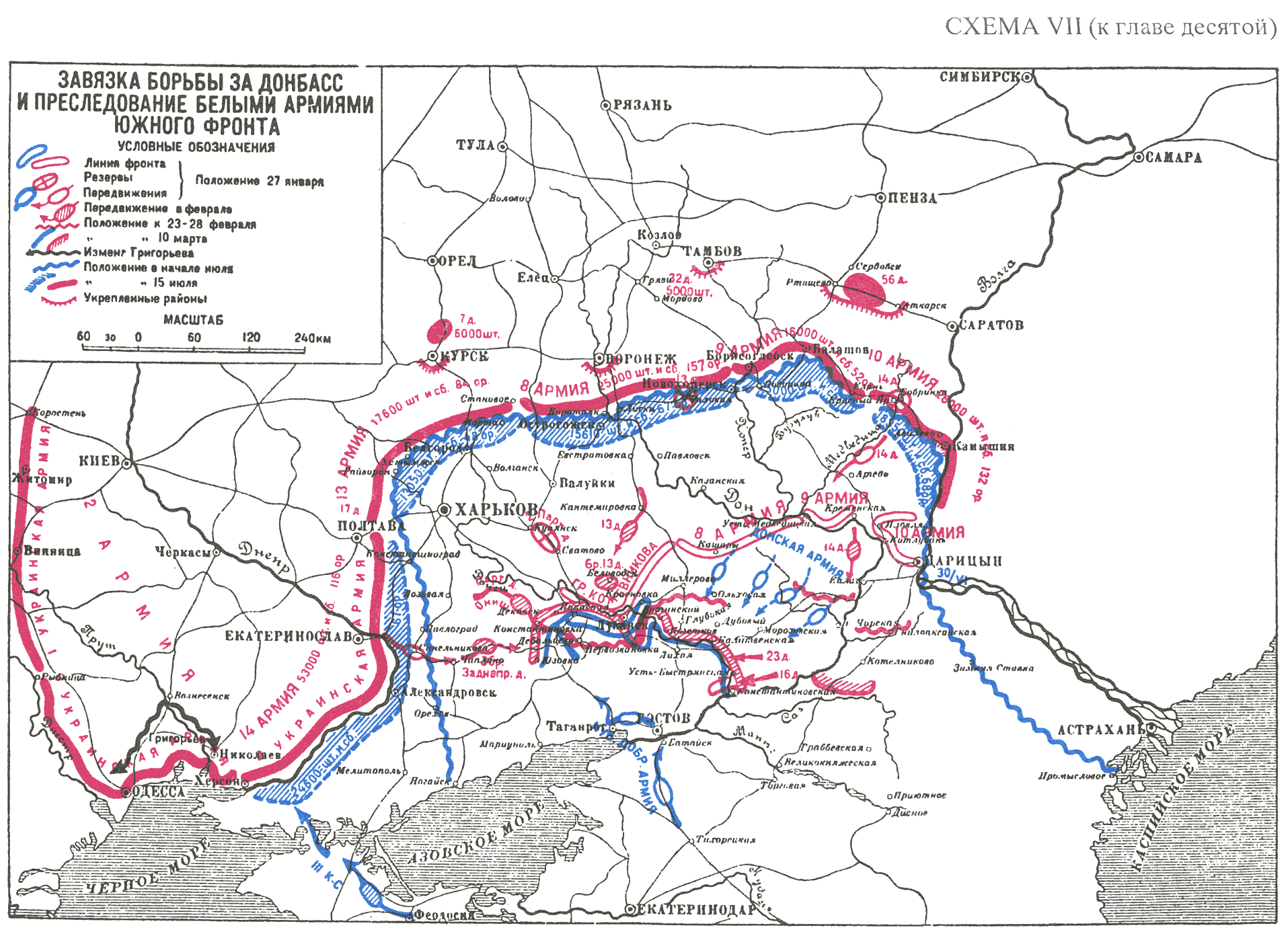
Schéma de l’offensive des Forces armées du Sud de la Russie début 1919

En novembre 1918, après le retrait de l'armée impériale allemande, l'armée d'Ukraine se retire et l'armée de la République du Don sous le commandement de Piotr Krasnov entre dans Louhansk le 19 novembre, en décembre elle s'empare de Marioupol, Donetsk et Debaltseve.
Le 19 février 1919, Krasnov vaincu à  Tsaritsyne cède son commandement à Afrikan Bogaïevski et accepte que les cosaques du Don, ainsi que l'armée des volontaires, les cosaques du Terek et du Daghestan et les cosaques du Kouban  soient inclus dans les forces armées blanches de la Russie du Sud.
A la mi-mai 1919  l'Armée rouge des ouvriers et paysans (bolchéviques) de la République socialiste fédérative soviétique de Russie s'empare du Donbass
Fin mai début juin 1919 l'armée Rouge se retire du Donbass qui passe sous le contrôle de l'armée des Russes blancs d'Anton Denikine
Durant l’hiver 1919-1920, les troupes de Dénikine, qui avaient progressé jusqu'à Odessa, Kiev, Koursk et Toula, se retrouvent de nouveau en difficulté après l'armistice entre les Bolchéviques et l'armée polonaise. Elles se retirent de Kharkov, Kiev, Donetsk et Rostov-sur-le-Don, cédant de nouveau le Donbass aux Bolchéviques.

### République socialiste soviétique d'Ukraine avant l'URSS (1920 - 1924)
- (uk) Cet article est partiellement ou en totalité issu de l’article de Wikipédia en ukrainien intitulé « Донбас » (voir la liste des auteurs).

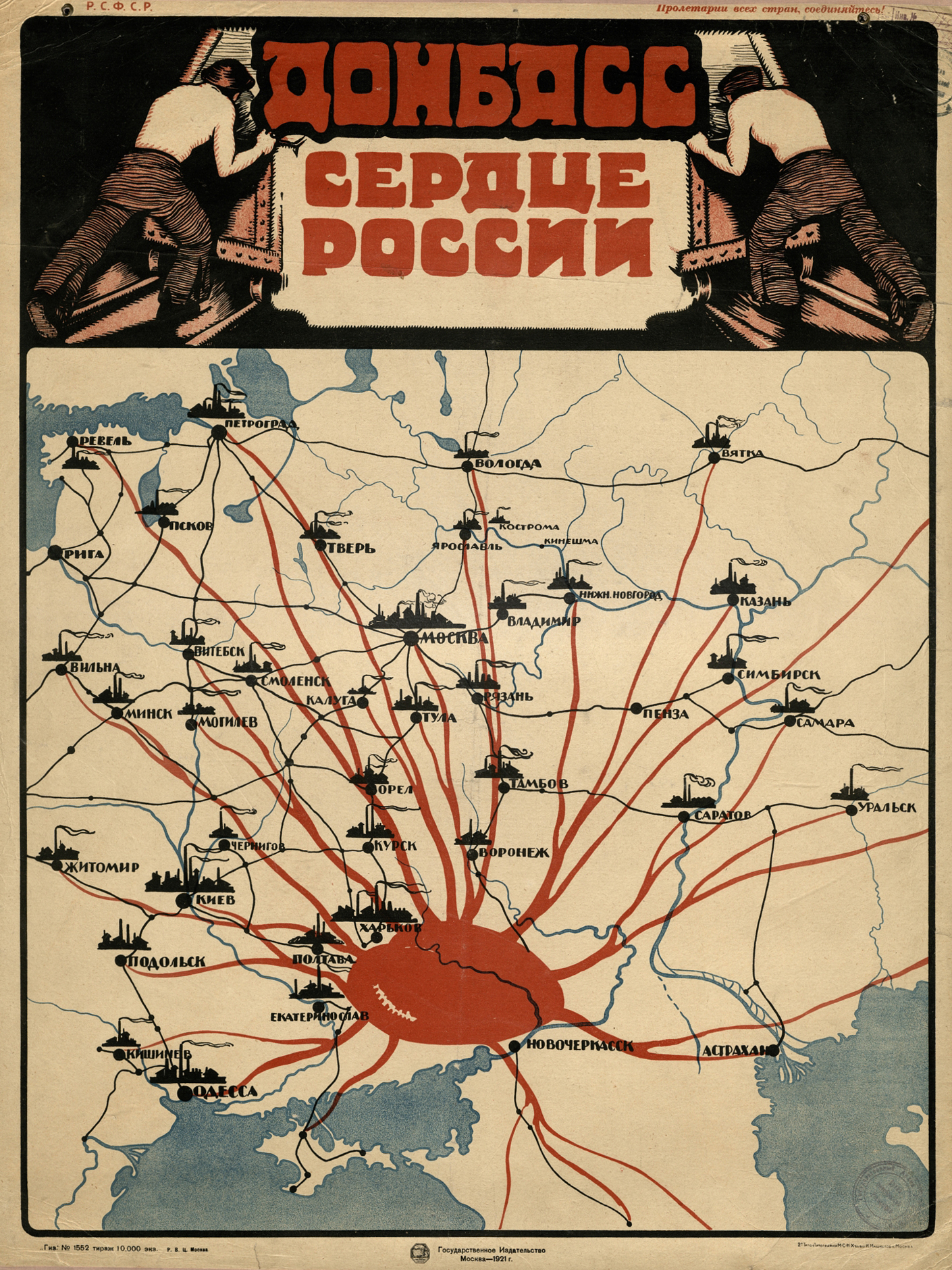
Affiche de propagande soviétique (1921) proclamant le Donbass « cœur de la Russie. »

Le 23 mars 1920, le Conseil des commissaires du peuple a adopté une décision visant à unifier l'ensemble du Donbass dans le cadre de la province ukrainienne de Donetsk, avec son centre à Louhansk. L' est du Donbass est devenu une partie du district de Shakhty de cette province (rebaptisée Oleksandrivsk-Hrushivskyi en 1921)
Les cosaques de la région sont soumis à une « décosaquisation » provoquant le décès de mort violente d' environ 10 000 hommes entre 1919 et 1921.

### L'ère soviétique
À partir du printemps 1921, la première des trois famines de l'URSS, affectant les régions entre le Dniepr, la Volga et le Nord-Caucase, touche de plein fouet la région industrielle et minière du Donbass.

#### Donbass oriental
- (uk) Cet article est partiellement ou en totalité issu de l’article de Wikipédia en ukrainien intitulé « Донбас » (voir la liste des auteurs).

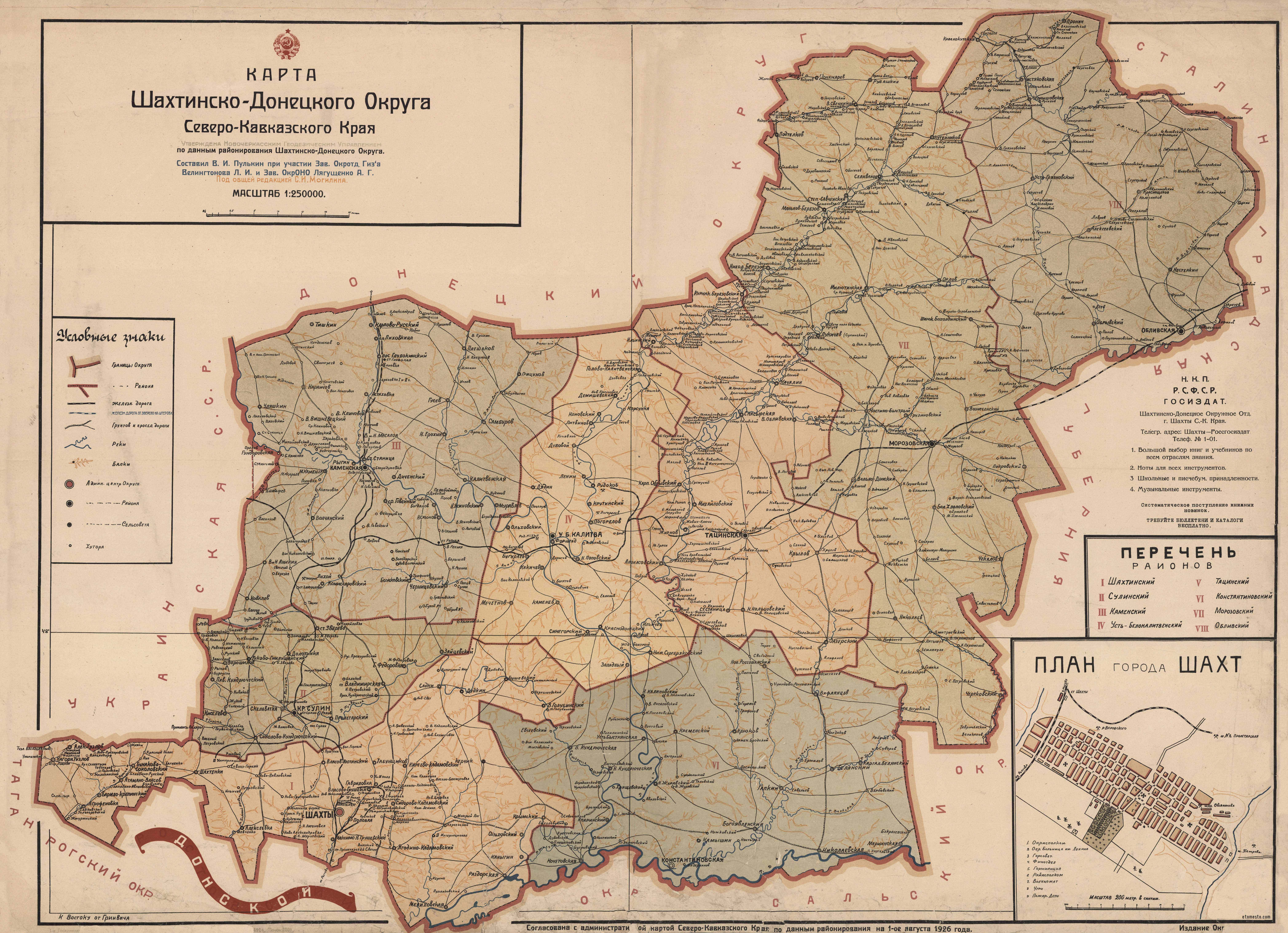
District de Chakhty-Donetsk en 1926

Le 2 juin 1924, la majeure partie du district de Shakhty (conquise par l'État ukrainien du second Hetmanat en mai 1918 sur la République du Don, libérée en novembre de la même année, conquise en mai 1919 par l'Armée rouge, reprise par l'armée blanche en juin 1919, puis reconquise par l'Armée rouge durant l'hiver 1919-1920), ainsi que le district de Taganrog (cédé par l'Ukraine à la République du Don en août 1918, conquis en mai 1919 par l'Armée rouge, conquis par l'armée blanche en juin 1919, puis reconquis par l'Armée rouge durant l'hiver 1919-1920), sont annexés à la région du sud-est de la République socialiste fédérative soviétique de Russie avec son centre à Rostov, qui est transformée en région du Caucase du Nord en octobre de la même année.
Afin de réduire le pourcentage d'Ukrainiens dans l'unité administrative, à l'automne 1925, une grande partie du district de Morozivsk, où les Russes de souche constituent la grande majorité, est ajoutée au district de Shakhtynsk, et le district est rebaptisé Chakhty-Donetsk (uk). En conséquence, selon le recensement de 1926, seuls 13,1 % des Ukrainiens figurent dans le district, moins que dans le district voisin de Donetsk, centré à Millerovo, où les Ukrainiens prédominent (55,1 %).

#### Donbass ukrainien
En 1924, le Donbass, comme d’autres territoires ukrainiens, fait partie de la République socialiste soviétique d'Ukraine.

#### Holodomor
Une décennie après la première famine, le pays est à nouveau décimé par la grande famine (Holodomor) de 1932–1933 et la politique de russification de Joseph Staline. De nombreux paysans ukrainiens, réticents à se laisser priver de leurs moyens de production par les autorités soviétiques, sont catalogués par le NKVD comme koulaks. La propagande les accuse d'être des « affameurs du peuple, » alors qu'ils sont la plupart des victimes de la famine. Selon l’Association des Ukrainiens de Grande-Bretagne, la population de l'oblast de Louhansk se serait alors effondrée de 25 %, et celle de l'oblast de Donetsk, de 15 à 20 %. Selon d’autres estimations, environ 80 % des victimes de la famine en RSS d'Ukraine auraient été Ukrainiennes, et 4,5 % Russes.

#### Avant la Seconde Guerre mondiale
Au cours des années précédant la Seconde Guerre mondiale, ce bassin minier était en proie à la misère et aux pénuries ; la recherche permanente de « saboteurs » par le NKVD désorganisait la production et décourageait toute initiative et prise de risque, tandis que le « stakhanovisme » se traduisait pour les ouvriers par un allongement de la journée de travail, et les récalcitrants étaient arrêtés et déportés en Sibérie ; leurs remplaçants manquaient de formation.

## Seconde Guerre mondiale

### Invasion de l'Ukraine par les troupes nazies
Lors de l'opération Barbarossa, Adolf Hitler, considérant que les ressources du Donbass étaient un atout décisif, donna l'ordre de mobiliser un maximum de forces pour s'en emparer, ainsi les nazis mirent la région en coupe réglée entre 1941 et 1942 : en outre des milliers d’ouvriers furent envoyés au travail forcé vers les usines d'Allemagne. Dans ce qu’on appelait alors l’oblast de Stalino (avant de devenir  l’oblast du Donetsk), 279 000 personnes trouvèrent la mort au cours de l’occupation, et pour l’oblast de Vorochilovgrad (devenu l’oblast de Louhansk), 45 649 victimes. 

### Libération de l'ouest de l'URSS
La reconquête du Donbass par les armées du général Ieremenko a lieu en août 1943. La guerre avait prélevé son tribut, laissant la région à la fois ravagée et dépeuplée.

### Après la Seconde Guerre mondiale

#### Famine de 1946-47
Après la Seconde Guerre mondiale, l'Ukraine est déjà affaiblie par les conséquences depuis 1914 de la Première Guerre mondiale, de la guerre contre les Bolcheviques, des deux famines de 1921-1922 et de l'Holodomor en 1931-1933, des déportations massives staliniennes, de la collectivisation de l'agriculture et de l'industrialisation forcée de l'URSS qui privent les campagnes de main-d'œuvre. En 1939, de nombreux hommes partent au front pour les invasions de la Pologne, de la Finlande et des pays baltes, puis pour contrer l'opération Barbarossa. La réquisition des chevaux, du bétail et des moyens de locomotion par l'Armée rouge, ainsi que l'évacuation de l'appareil industriel vers l'est devant l'avancée allemande, aggravent la situation. La politique de la terre brûlée, la Shoah, les déportations commises par les nazis, la perte au combat des résistants ukrainiens (armée insurrectionnelle ukrainienne, Sitch de Polésie et armée révolutionnaire populaire ukrainienne) ainsi que les pillages nazis ajoutent aux souffrances. Le non-retour des soldats prisonniers de guerre et des déportés envoyés par Staline dans les camps du Goulag, ainsi que la déportation stalinienne des Tatars de Crimée, achèvent de dévaster le pays.
De nombreux enfants, devenus orphelins, ne participent plus aux travaux agricoles. En 1945, l'Ukraine n'a plus que 38 % du nombre d'hommes en âge de travailler qu'elle avait en 1939, et beaucoup de ces hommes ont entre douze et seize ans ou plus de cinquante. La grande sécheresse de 1946 amplifie la baisse drastique de la production agricole, et en 1946-1947, la troisième et dernière famine de l'URSS touche de nouveau de plein fouet l'Ukraine, en particulier le Donbass.

#### Reconstruction de l'URSS
Lors de la période de reconstruction du Donbass, après la Seconde Guerre mondiale, de nombreux ouvriers russes sont venus repeupler la région, bouleversant une fois de plus sa composition culturelle : en 1926 en effet, il n'y avait encore que 639 000 Russes ; mais dès 1959, cette population avait quadruplé, passant à 2,55 millions. Les réformes scolaires de 1958–59, qui prohibaient la langue ukrainienne au Donbass, ont accéléré cette russification,. Lors du recensement soviétique de 1989, 45 % de la population du Donbass se revendiquait d’appartenance russe.

### L’Ukraine indépendante (à partir de 1990)

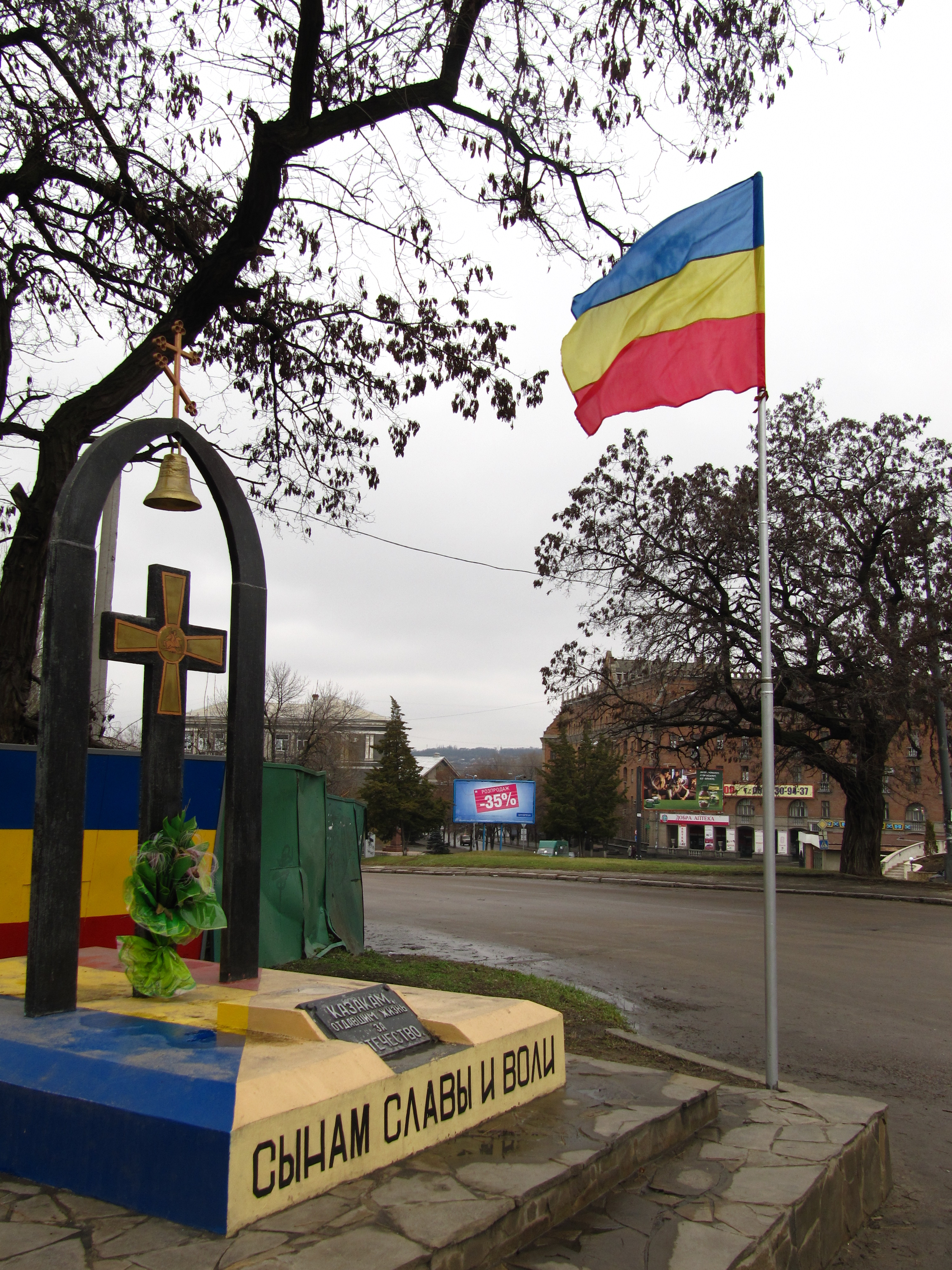
Monument aux Cosaques du Don à Louhansk : « Aux fils de la gloire et de la volonté ».

Lors du référendum de 1991 pour l’indépendance de l’Ukraine, 83,9 % des électeurs de l’oblast de Donetsk et 83,6 % de l’oblast de Louhansk votent oui. Mais cette indépendance se solde par une détérioration sévère de l’économie du Donbass : dès 1993, la production industrielle s'effondre, et les salaires baissent en moyenne de 80 % par rapport à 1990. Le Donbass s'enfonce dans la crise, et le ressentiment se concentre contre le nouveau gouvernement de Kyïv. Les mineurs du Donbass se mettent en grève en 1993, amorçant un conflit que l'historien Lewis Siegelbaum qualifie de « lutte entre le Donbass et le reste du pays ». L'un des meneurs déclare que les gens du Donbass ont voté pour l’indépendance parce qu'ils voulaient « rendre le pouvoir aux structures locales, aux entreprises et aux villes, et non pour un pouvoir centralisé simplement déconcentré de Moscou à Kiev ».
Cette grève a été suivie en 1994 par un référendum consultatif portant sur diverses questions constitutionnelles dans les oblasts du Donetsk et de Louhansk, organisé en même temps que les premières élections législatives de l’Ukraine indépendante. On demandait entre autres si le russe devait devenir une langue officielle en Ukraine ; ou devait être la langue administrative dans les oblasts de Donetsk et de Louhansk ; si l'Ukraine devait devenir un État fédéral, et si elle devait être associée plus étroitement à la Communauté des États Indépendants. Près de 90 % des électeurs votèrent en faveur de ces propositions, mais aucune ne fut adoptée : l’Ukraine demeura un État centralisé, ayant pour seule langue officielle l'ukrainien. Néanmoins, les grévistes du Donbass ont obtenu plusieurs concessions de Kyïv, soulageant ainsi la crise économique dans la région.
Les grèves se multiplièrent tout au long des années 1990, malgré un recul des aspirations à l'autonomie. Avec la suppression des fonds d'aide à l'industrie lourde du Donbass, plusieurs usines ont cessé leur activité, et sous la pression des réformes exigées par la Banque mondiale, le gouvernement ukrainien s'est vu contraint de fermer plusieurs mines. Le Président Leonid Koutchma, vainqueur de l’élection présidentielle de 1994 grâce au soutien du Donbass et des autres régions d'Ukraine orientale, a été réélu en 1999 : il avait en effet rétabli les mesures d'aide financière au Donbass. Quant aux branches encore rentables de l'industrie nationale, elles furent privatisées et, moyennant une corruption rampante, tombèrent au début des années 2000 aux mains d'une petite coterie régionale désignée comme « les oligarques » ; il y a parmi ces hommes Viktor Ianoukovytch et Rinat Akhmetov. L'historien Hiroaki Kuromiya décrit ces oligarques comme le « clan du Donbass ». Cette pratique clientéliste a fait du Donbass « la région la moins démocratique et la plus sinistre d’Ukraine ».
Au cours de la décennie suivante, pour le reste de l'Ukraine, le Donbass passa pour une région arriérée, à la culture mafieuse, et un vivier de sécessionnistes prorusses. C'est ainsi que dans un article de Narodne slovo, l'éditorialiste Viktor Tkachenko écrivait en 2005 que le Donbass était le repaire d'une « cinquième colonne », et que le fait de parler ukrainien dans la région n'était « bon ni pour la santé ni pour la survie ». En dépit de cette image, au cours des années 1990 des enquêtes montraient qu'une majorité des habitants du Donbass restait favorable à son maintien au sein de l'Ukraine.

### La guerre du Donbass
La guerre du Donbass est une guerre hybride opposant, d'avril 2014 à février 2022, le gouvernement ukrainien à des séparatistes prorusses et à la Russie. C'est une phase de la guerre russo-ukrainienne se déroulant dans l'Est de l'Ukraine (Ukraine orientale), principalement au Donbass. Entre 2014 et 2020, ce conflit a causé plus de 14 000 morts selon l'Organisation des Nations unies (3 405 civils, 4 400 membres des forces ukrainiennes et 6 500 membres des groupes armés prorusses) et le déplacement de près d'un million et demi de personnes.
Elle débute en février 2014 dans le contexte des manifestations de l'Euromaïdan dénonçant la corruption du pouvoir en place. La révolution ukrainienne de février 2014 qui s'ensuit entraîne le renversement du gouvernement prorusse de Viktor Ianoukovytch et l'arrivée au pouvoir d'un gouvernement intérimaire dirigé par les proeuropéens Oleksandr Tourtchynov (le 22 février) et Arseni Iatseniouk (nommé Premier ministre le 27 février).
Le 23 février, des troubles prorusses et des manifestations anti-Maïdan éclatent, principalement dans l'Est de l'Ukraine et notamment à Kharkiv, la plus grande ville d’Ukraine après Kyïv.
À partir du 28 février, date qui préfigure l'annexion de la Crimée, des troupes russes s'emparent de cette péninsule qui fait partie de l'Ukraine,,. Rapidement, un référendum local, dont la légalité n'est pas reconnue par l'Ukraine ni la grande majorité de la communauté internationale, se tient le 16 mars sur le rattachement de la Crimée à la Russie. L'indépendance de la Crimée avait été déclarée par le vice-Premier ministre de la région dix jours avant le référendum.
Au début d'avril 2014, dans la région du Donbass appartenant à l'Ukraine, composée des oblasts de Donetsk et de Louhansk, et dans ses régions limitrophes, les manifestations anti-Maïdan évoluent en insurrection armée des prorusses contre le nouveau gouvernement ukrainien. Cette insurrection armée devient séparatiste et deux entités non reconnues internationalement sont proclamées : la « république populaire de Donetsk » (le 7 avril), puis la « république populaire de Lougansk » (le 11 mai),. Dès le 2 mai 2014, l'armée ukrainienne intervient dans l'Est du pays. Elle y progresse en juin et juillet avant d'être stoppée, puis de finalement reculer face aux séparatistes. La Russie, pays frontalier, est accusée de soutenir militairement les insurgés en y menant une guerre hybride,,,.
Le 5 septembre 2014, un premier accord de Minsk est négocié et signé pour faire cesser la guerre du Donbass. Toutefois cet accord en douze points, censé établir un cessez-le-feu, ne dure que quelques semaines. En janvier 2015, les combats s'intensifient et l'armée séparatiste prorusse progresse.
Les 6 et 11 février 2015, François Hollande et Angela Merkel se déplacent en Russie et en Ukraine pour négocier un nouveau plan de paix élaboré dans le cadre d'un règlement global. Le 12 février, ils signent à Minsk, en présence de Petro Porochenko, président de l'Ukraine, et de Vladimir Poutine, président russe, un nouvel accord de cessez-le-feu (communément appelé Minsk II) prévoyant l'arrêt des combats, contre l'engagement des différentes parties sur une feuille de route en treize points. Le conflit baisse alors d’intensité mais des combats sporadiques ont encore lieu jusqu’en 2019. L’accord Minsk II reste la référence pour résoudre le conflit de façon durable : elle est encore au centre des discussions lors de la rencontre de décembre 2019, dite au format Normandie, en présence du nouveau président ukrainien, Volodymyr Zelensky.
Du 19 au 21 février 2022, l'Organisation pour la sécurité et la coopération en Europe (OSCE) constate une augmentation accrue d'incidents armés et d'explosions dans les deux républiques du Donbass, les deux parties du conflit s'en rejetant mutuellement la responsabilité.
Le 21 février 2022, la Russie reconnaît l'indépendance — vis-à-vis de l'Ukraine — et la souveraineté des deux républiques séparatistes autoproclamées, la république populaire de Donetsk (RPD) et la république populaire de Lougansk (RPL). Les accords conclus entre la Russie et ces deux républiques mentionnent notamment un devoir de coopération et d'entraide. Selon l'OSCE et l'Union européenne (UE), ces accords constituent une violation du droit international, et, selon le secrétaire général des Nations unies, « une violation de l'intégrité territoriale et de la souveraineté de l'Ukraine » ainsi qu'une décision « incompatible avec les principes de la Charte des Nations unies » ; ils entraînent de facto une rupture de l'accord Minsk II par la Russie,.

## Géographie
- (uk) Cet article est partiellement ou en totalité issu de l’article de Wikipédia en ukrainien intitulé « Донбас » (voir la liste des auteurs).

L’ensemble du Donbass est divisé en 30 districts houillers, 19 districts sont en Ukraine, et 11 dans la fédération de Russie

### Le Donbass ukrainien

Carte détaillée du Donbass au sein de l'Ukraine orientale.

### Le Donbass oriental
L'Est du Donbass (Donbass oriental, ou Donbass russe, ou Donbass donien) fait partie de la fédération de Russie, plus précisément de l'oblast de Rostov. Les plus grandes villes de cette région sont Chakhty, Novochakhtinsk, Kamensk-Chakhtinski, Goukovo et Donetsk (l'homonyme du Donetsk ukrainien, qui compte 50 000 habitants). 
Le Donbass russe comprend : les districts houillers de Miusky, Shakhtynsko-Nesvitaivskyi, Zadonskyi, Sulino-Sadkivskyi, Gukovo-Zvirivskyi, Chervonodonetskyi, Kamiansko-Gundorivskyi, Bilokalytvenskyi, Tadynskyi, Millerovskyi, Tsimlyanskyi, et une partie du district houiller d'Amvrosiivskyi, dont la majeure partie se trouve en Ukraine

## Démographie et politique

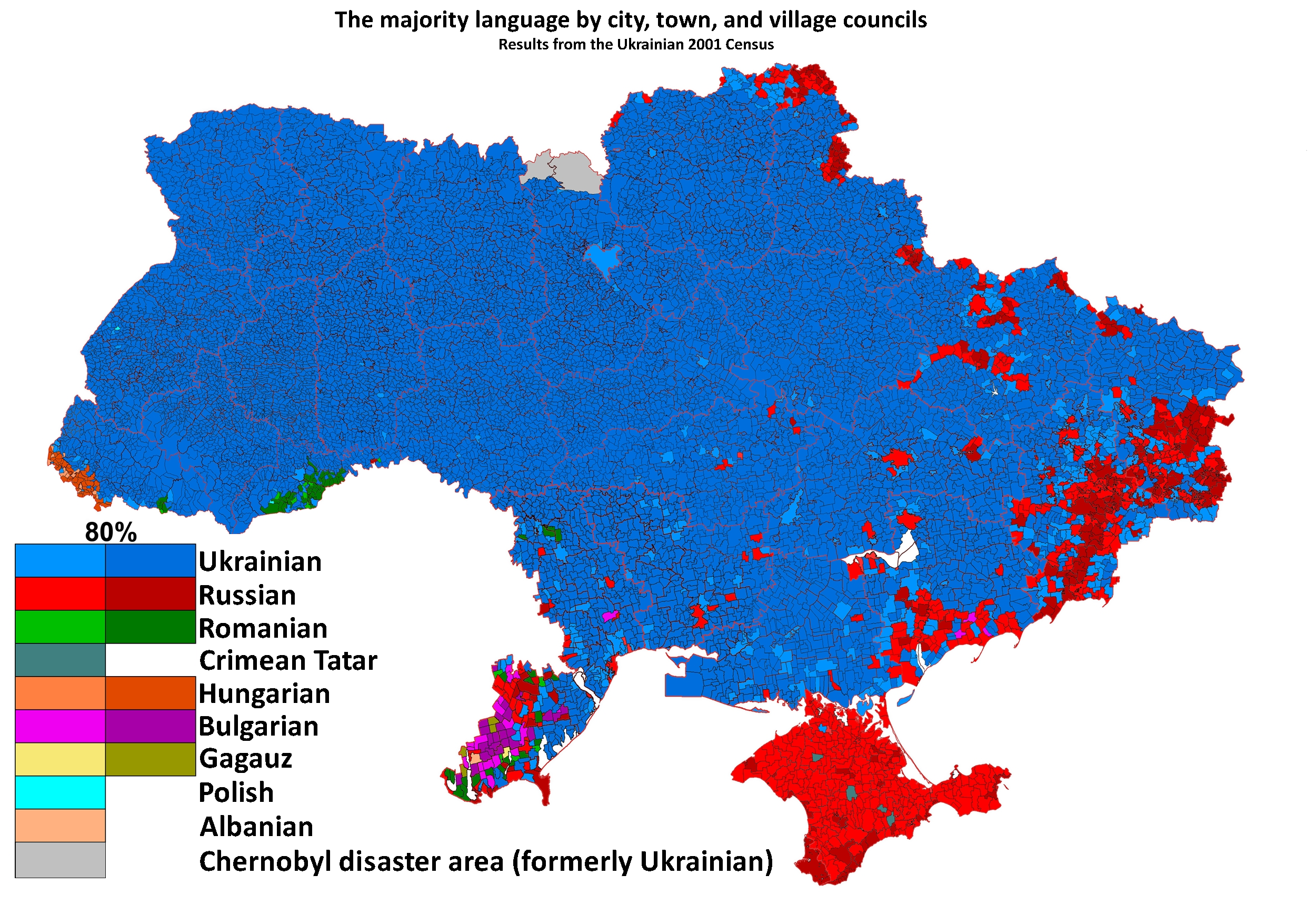
Districts à majorité de locuteurs russes (en rouge ; recensement de 2001).

Actuellement, le Donbass est une région majoritairement russophone, avec une majorité d'Ukrainiens ethniques et une forte minorité de Russes. Jusqu'à la crise ukrainienne de 2013–14, la politique y était dominée par le « Parti des régions », détenteur de près de 75 % des suffrages au Donbass lors des élections législatives de 2007. Les têtes de liste de ce parti, tel l'ex-président ukrainien Viktor Ianoukovytch, sont originaires du Donbass.
Les résidents d'origine russe se concentrent dans les grands centres urbains. Dans les oblasts de Donetsk et de Louhansk, ils utilisent le russe qui est leur langue maternelle, et qui, étant parlé par de nombreux Ukrainiens, y sert de lingua franca. L’importance de la langue russe dans les villes d'Ukraine orientale remonte à l'ère industrielle, qui a provoqué l'exode rural de nombreux Russes des régions voisines (en particulier depuis l’oblast de Koursk). C'est ainsi que lors du recensement de 1897, près de 63,17 % de la population de Kharkiv était d'origine russe. La question de savoir si ces ruraux ont été forcés de rejoindre la population d'Ukraine après la formation de l'Union Soviétique, ou si les Ukrainiens ont été exterminés par une famine organisée par le régime de Staline (Holodomor) reste très controversée, et elle est en tout cas irrecevable pour les habitants de ces deux oblasts. Presque tous les juifs qui n'avaient pas fui ont été déportés ou exécutés au cours de l'occupation allemande de 1942-43[réf. nécessaire].
La proportion des russophones dépasse celle des Russes ethniques : 74,9 % dans le Donetsk, 68,8 % à Louhansk alors que dans ces régions ukrainiennes, en 2001, les minorités de russes ethniques pesaient pour 39 % dans l’oblast de Louhansk et 38,2 % dans celui de Donetsk.
Le Donbass compte aussi une importante communauté musulmane, représentant jusqu'à 20 % de la population dans certaines zones.
- Russe
- Ukrainien
- divers

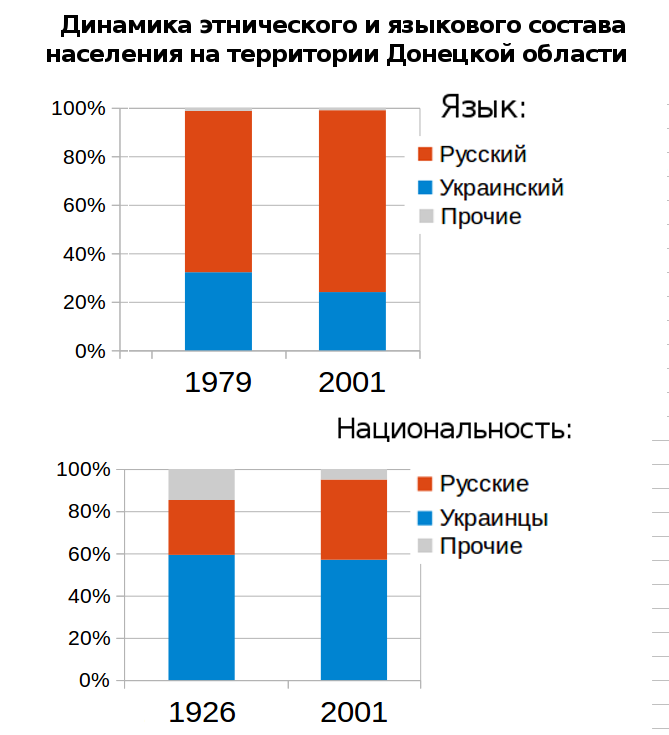
Le processus de russification dans l'oblast de Donetsk : les deux colonnes du haut donnent les évolutions linguistiques ; celles du bas, la composition nationale.
Russe
Ukrainien
divers
(selon les recensements officiels de 1897, de 1926 et de 2001).

Selon le linguiste George Chevelov, au début des années 1920, la proportion de collèges et lycées enseignant l’ukrainien était inférieure à la proportion des Ukrainiens ethniques dans le Donbass (malgré un décret de l'Union soviétique relatif aux écoles de la RSS d'Ukraine, dans le cadre de la politique d'ukrainisation).
Les sondages portant sur les identités régionales en Ukraine ont montré que près de 40 % des résidents du Donbass se réclament d'une « identité soviétique ». Roman Horbyk de l’université de Södertörn, écrit à ce propos que « leurs institutions inachevées et archaïques » ont privé les résidents du Donbass, « paysans accourus de toutes les régions voisines d'Ukraine et de Russie vers les mines et les usines, d'une identité nouvelle à la fois urbaine et nationale ».

## Économie

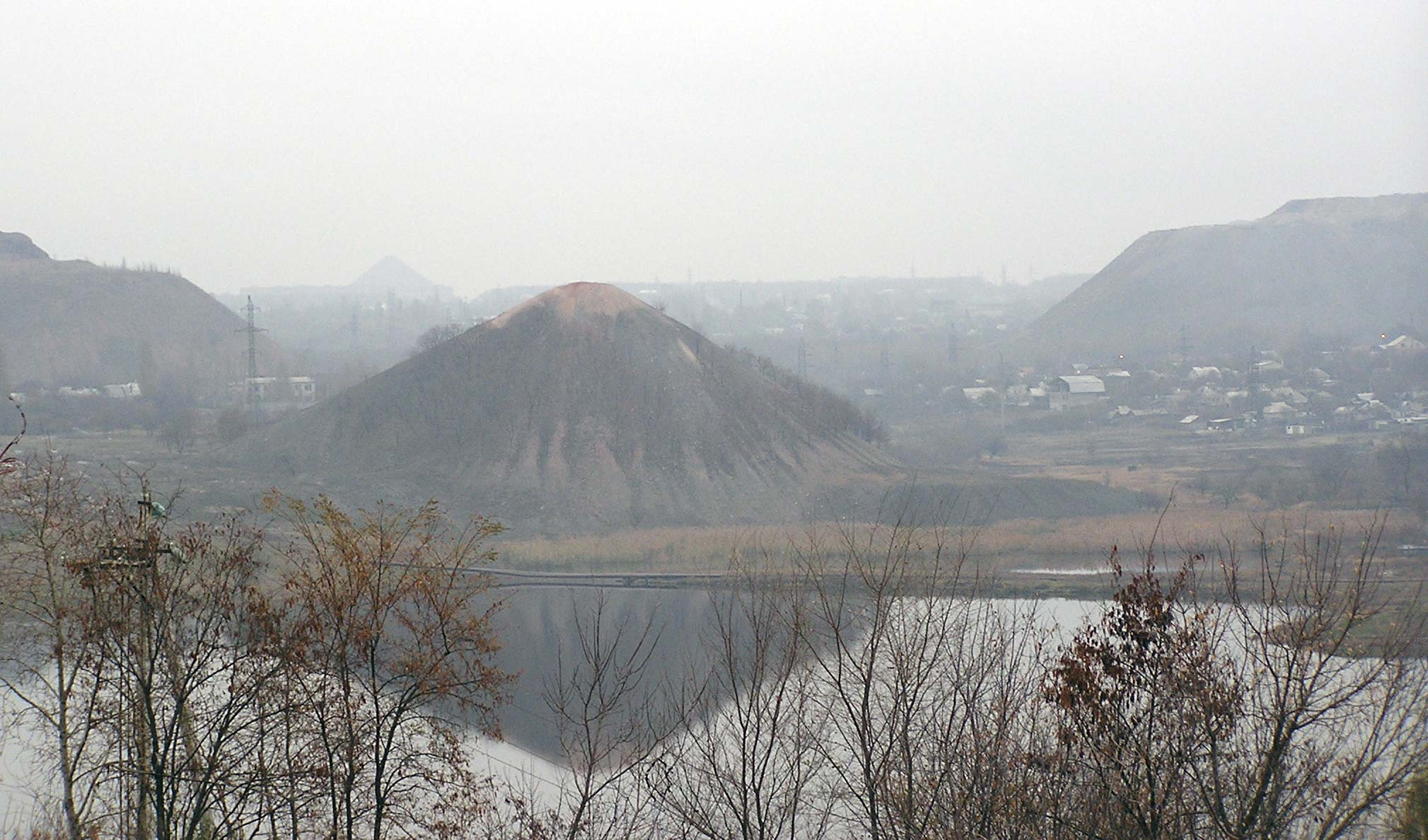
Terrils miniers le long du Kalmious dans le Donbass.

C'est pour exploiter ces ressources du sous-sol que fut lancé, en 1868, un important réseau de chemin de fer.
L’économie du Donbass est dominée par l’industrie lourde : charbonnages et sidérurgie ; et si la production annuelle de houille a nettement décru depuis les années 1970, le Donbass demeure un important producteur. L’extraction de charbon dans le Donbass a conduit à creuser des mines très profondes : l’extraction de lignite intervient à une profondeur de 600 m, celle d’anthracite et de charbon bitumineux, matériaux plus nobles, vers 1 800 m de profondeur. Jusqu'au début de la guerre, au mois d'avril 2014, les oblasts de Donetsk et de Louhansk produisaient à eux seuls près de 30 % des exportations de l’Ukraine.
Les mines de charbon du Donbass, compte tenu de leur profondeur, des fréquents coups de grisou et de poussière, des risques d’effondrement, enfin de la vétusté des infrastructures sont parmi les plus dangereuses au monde. Depuis la fin des années 2000, les mines clandestines, encore plus dangereuses, se sont multipliées à travers la région,.
L’exploitation intensive des mines de charbon et l’activité sidérurgique du Donbass ont gravement porté atteinte à l’environnement. Les principaux problèmes de la région sont la carence en eau potable et la contamination par les eaux d'exhaure, la pollution de l’air autour des cokeries et des laminoirs et enfin la pollution de l’air et de l’eau par les terrils et leur instabilité.
À cela s’ajoute que plusieurs décharges de déchets chimiques du Donbass ne sont pas surveillées : elles constituent une menace permanente pour l’environnement. Enfin, il faut aussi mentionner un héritage de l’ère soviétique : le projet de minage nucléaire de 1979 (Ядерний вибух у Донецькій області) à Ienakiieve.

### Minéraux et matériaux exploités au Donbass

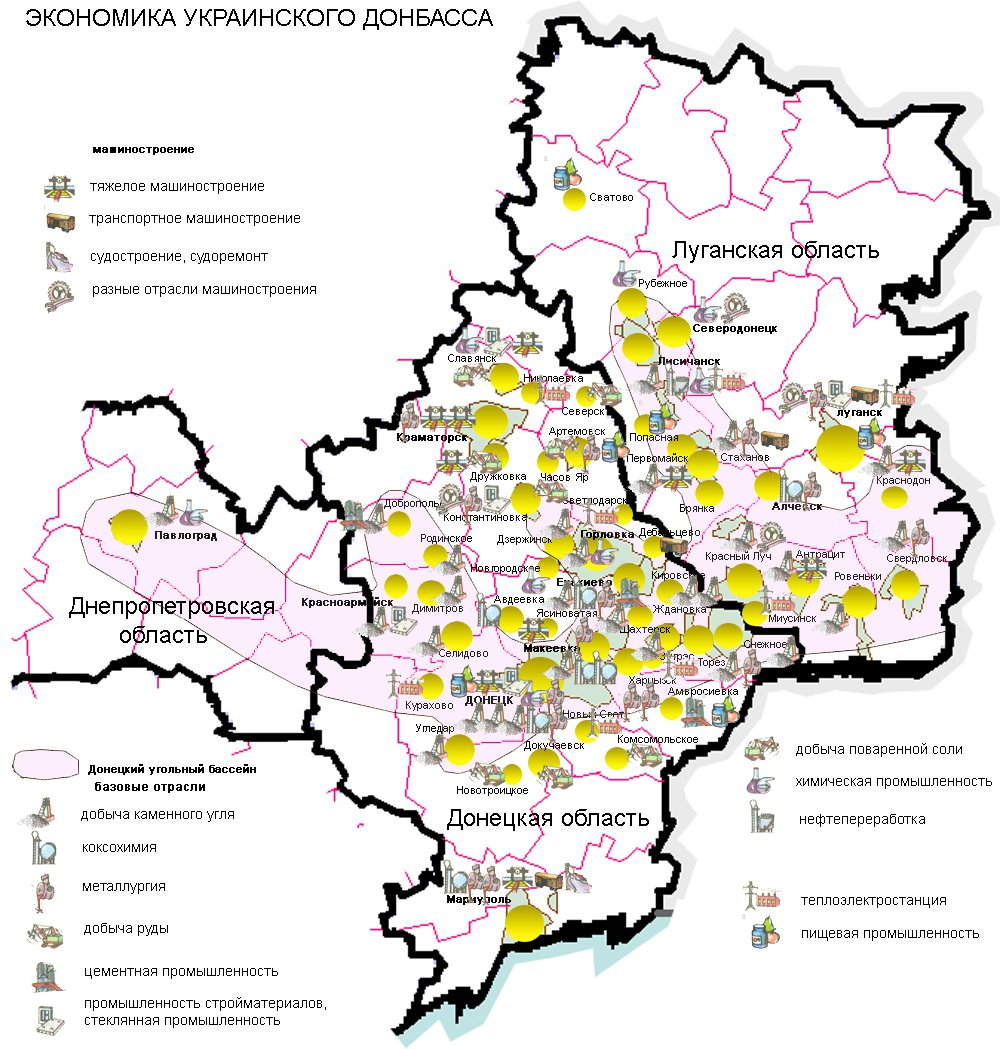
principaux sites d'extraction houiller d'Ukraine, la plupart dans les oblast de Louhansk et Donetsk

Le Donbass se distingue par des réserves importantes et une grande variété de métaux et minéraux et les fouilles extrêmement nombreuses pour l'extraction de la houille ont permis d'en découvrir un grand nombre : 
- Matières première de construction :
  - Calcaire de Donetsk, Bakhmout, Sloviansk, Olenivske, Karakutske et Amvrossiïvka (Donbass ukrainien), Novotcherkassk et Volgodonsk (Donbass russe), utilisés comme matériaux de construction et pour l'industrie chimique, la fabrication de peinture, de colle, d'engrais agricoles, d'alimentation animale, l'industrie papetière et pour le traitement de l'eau.
  - Dolomie de Donetsk, Karakutske et Krasnohorivka (Donbass ukrainien) et Bataïsk (Donbass russe) pour l'industrie papetière, les peintures, les revêtements de sol
  - grès comme matériau de construction et les constructions routières
  - quartzites pour les constructions ferroviaires et routières
  - craie des bords de la Siverskyi Donets comme matériau de construction
  - ardoises de Sloviansk et Bakhmout comme matériau de construction

- minerais pour la fabrication de matériaux de construction :
  - gypse de Bakhmout pour la fabrication du plâtre
  - marnes près d'Amvrosiivka pour les cimenteries
  - argiles de Sloviansk pour les cimenteries, la briqueterie, la fonderie, la fabrication d'éponges de Titane

- minerais pour l'industrie :
  - sel gemme du gisement Artemiv (uk) notamment à Soledar, Sloviansk, Bakhmout pour l'industrie alimentaire et chimique, la fabrication d'éponges de Titane (en).
  - calcaires fondants  d'Olenivske et Karakutske pour l'industrie verrière, la sidérurgie
  - kaolin de Bila Balka pour l'industrie papetière, la production de caoutchouc, la céramique, en médecine, la fabrication de peinture, la cimenterie, les produits phytosanitaires, les isolants, le traitement de l'eau, en construction
  - minerais de fer de Kryvorijia (uk) (Raïon de Pokrovsk) pour la siderurgie
  - Argiles réfractaires (en) et sable de fonderie du gisement de Tchassiv Iar (uk) et Gisement de Novorai (uk) pour la sidérurgie et la fabrication d'éponge de Titane
  - houille du Bassin houiller de Donetsk (uk)principalement pour la sidérurgie et la production électrique
  - Potasse du gisement du Dniepr-Siverski-Donets utilisée pour la fabrication d'engrais, dans les industries chimique et verrière, la savonnerie, le recyclage de l'aluminium, la galvanoplastie, la production pétrolière, la sidérurgie, le traitement de l'eau, la cimenterie, la fabrication d'extincteurs, ainsi que dans les industries textile, alimentaire, la production de caoutchouc synthétique et la fabrication de peinture.
  - mercure dans le bassin de la Siverski-Donets et le gisement de Mykytivsk (uk) à Horlivka pour l'industrie pharmaceutique (vaccins), médecine dentaire, en médecine
  - Germanium associé aux gisements de Houille utilisé dans l'industrie optique et l'électronique
  - Or à Louhansk et Donetsk
  - Argent associé à l'or à Louhansk et Donetsk
  - Silicium un peu partout dans le Donbass pour la fabrication des semi-conducteurs

## Eurorégion du Donbass
Le projet est initié par le Conseil de l'Europe en 2006 et concerne les oblasts de Rostov (Russie), et Louhansk (alors Ukrainiens). Bloqué par le gouvernement ukrainien « orange » jusqu’en 2010, le projet a formellement abouti à l’enregistrement d’une eurorégion nommée Donbass incluant aussi l’oblast alors ukrainien de Donetsk en 2012.
Depuis 2014 avec la guerre du Donbass, une partie des oblasts de Donetsk et de Louhansk n'est plus sous contrôle des autorités ukrainiennes. Depuis octobre 2022, le Donbass étant occupé par la Russie, le projet d'eurorégion est de facto caduc.

## Personnalités liées à la région
- Le Donbass est la région natale de Viktor Ianoukovytch, qui fut président de l'Ukraine.
- Le mineur Alekseï Stakhanov, qui fut mythifié et utilisé comme outil de propagande par l'Union soviétique, travaillait dans les mines du Donbass.
- Le groupe de musique Jinjer est originaire de Donetsk.